# Rhosneigr
Rhosneigr is een dorpje op het eiland Anglesey voor de noordwestelijke kust van Wales. Het ligt aan de A4080, ongeveer 20 kilometer van Holyhead vandaan.
Het dorp heeft drie stranden:
1. Traeth Cymyran dat van Afon Crigyll tot Cymyran Strait loopt
2. Pwll Cwch, een klein, rotsachtig strand met uitzicht op Snowdonia
3. Traeth Llydan

Llyn Maelog is een meer dat bij het dorpje ligt. Het meer is gemiddeld 2 meter diep.